# Edwin Velasco
Edwin Alexis Velasco Uzuriaga (ur. 5 listopada 1991 w Padilli) – kolumbijski piłkarz grający na pozycji lewego obrońcy. W sezonie 2021 występuje w klubie Atlético Junior.

## Kariera klubowa

### Deportivo Tuluá
Velasco przeniesiono do pierwszej drużyny Deportivo Tuluá 1 stycznia 2011 roku. Zadebiutował dla tego klubu 2 listopada 2011 roku w meczu z Academia FC (3:3). Łącznie Kolumbijczyk wystąpił w barwach Deportivo Tuluá w 116 spotkaniach, nie zdobywając żadnej bramki.

### CD Once Caldas
Velasco przebywał na wypożyczeniu w CD Once Caldas dwukrotnie: od 1 lipca 2013 do 31 grudnia 2013 i od 1 lipca 2018 do 30 czerwca 2019. Debiut dla tego zespołu zaliczył on 30 sierpnia 2013 roku w meczu z Envigado FC (wyg. 2:1). Pierwszą bramkę zawodnik ten zdobył 5 listopada 2018 roku w zremisowanym 1:1 spotkaniu przeciwko América Cali. Ostatecznie Kolumbijczyk rozegrał dla CD Once Caldas 30 meczów, strzelając 2 gole.

### Atlético Nacional
Velasco trafił do Atlético Nacional 1 lipca 2016 roku. Zadebiutował on dla tego klubu 11 lipca 2016 roku w wygranym 2:1 spotkaniu przeciwko Jaguares de Córdoba, strzelając również swojego pierwszego gola. Łącznie w barwach Atlético Nacional Kolumbijczyk wystąpił w 38 spotkaniach, zdobywając jedną bramkę.

### América Cali
Velasco przeniósł się do América Cali 1 lipca 2019 roku. Debiut dla tego zespołu zaliczył on 15 lipca 2019 roku w meczu z Alianza Petrolera (wyg. 2:1). Premierową bramkę piłkarz zdobył 15 września 2019 roku w zremisowanym 2:2 spotkaniu przeciwko Jaguares de Córdoba. Ostatecznie dla América Cali Kolumbijczyk rozegrał 42 spotkania, strzelając jednego gola.

### Atlético Junior
Velasco przeszedł do Atlético Junior 6 stycznia 2021 roku. Zadebiutował on dla tego klubu 31 marca 2021 roku w wygranym 0:2 spotkaniu przeciwko Jaguares de Córdoba. Do 15 czerwca 2021 roku w barwach Atlético Junior Kolumbijczyk wystąpił w 7 spotkaniach, nie zdobywając żadnej bramki.

## Sukcesy
Sukcesy w karierze klubowej:
- Copa Libertadores – 1x, z Atlético Nacional, sezon 2016
- Puchar Kolumbii – 1x, z Atlético Nacional, sezon 2016
- Categoría Primera A – 3x, z Atlético Nacional (2017 (Apertura) i 2019 (Clausura)) oraz z América Cali (2020)
- Recopa Sudamericana – 1x, z Atlético Nacional, sezon 2017
- Florida Cup – 1x, z Atlético Nacional, sezon 2018
- Cuadrangular Bogota – 1x, z América Cali, sezon 2020
- Puchar Nissan Sudamerica – 1x, z Atlético Nacional, sezon 2016
- Puchar Kolumbii – 1x, z Atlético Nacional, sezon 2018
- Superliga Colombiana – 2x, z Atlético Nacional (2018) oraz z América Cali (2020)